# 659
659 foi um ano comum do século VII que teve início e terminou a uma terça-feira, segundo o Calendário Juliano. A sua letra dominical foi F. Segundo o ho

róscopo chinês, foi o ano da Cabra.
| Ano completo                       |
| ---------------------------------- |
| Ano comum com início à terça-feira |